# Список объектов всемирного наследия ЮНЕСКО на Сейшельских Островах
В списке Всеми́рного насле́дия ЮНЕ́СКО на Сейшелах значится 2 наименования (на 2012 год), это составляет 0,2 % от общего числа (1223 на 2024 год). Оба объекта включены по природным критериям. Кроме этого, по состоянию на 2017 год, 2 объекта на Сейшелах находятся в числе кандидатов на включение в список всемирного наследия. Сейшельские острова ратифицировал Конвенцию об охране всемирного культурного и природного наследия 9 апреля 1980 года. 

## Список
В данной таблице объекты расположены в хронологическом порядке их добавления в список всемирного наследия ЮНЕСКО.
| # | Изображение | Название                                                            | Местоположение          | Время создания | Год внесения в список | №   | Критерии           |
| - | ----------- | ------------------------------------------------------------------- | ----------------------- | -------------- | --------------------- | --- | ------------------ |
| 1 |             | Атолл Альдабра (англ. Aldabra Atoll)                                | Регион: Внешние острова | -              | 1982                  | 185 | (vii)(ix)(x)       |
| 2 |             | Природный резерват Валле-де-Мэ (англ. Vallée de Mai Nature Reserve) | Регионы: Бе-Сент-Анн    | -              | 1983                  | 261 | (vii)(viii)(ix)(x) |

## Предварительный список
В таблице объекты расположены в порядке их добавления в предварительный список. В данном списке указаны объекты, предложенные правительством Сейшел в качестве кандидатов на занесение в список всемирного наследия.
| # | Изображение | Название                                                        | Местоположение                       | Время создания | Год внесения в список | №    | Критерии |
| - | ----------- | --------------------------------------------------------------- | ------------------------------------ | -------------- | --------------------- | ---- | -------- |
| 1 |             | Руины миссии в городе Венн (англ. Mission Ruins of Venn's Town) | Регион: Маэ                          | XIX век        | 2013                  | 5796 | (iv)(vi) |
| 2 |             | Остров Силуэт (англ. Silhouette Island )                        | Регионы: Ла-Диг и Внутренние острова | -              | 2013                  | 5799 | (v)(x)   |